# Casa di Fayzulla Khojaev
La Casa di Fayzulla Khojaev è un edificio-museo di Bukhara in Uzbekistan.
L'edificio era la residenza di Fayzulla Khojaev, un ricco possidente che aveva ereditato grandi fortune dal padre e che favorì i bolscevichi per rovesciare l'emiro Alim Khan. Divenne così presidente della Repubblica Popolare di Bukhara e ricoprì ulteriori importanti cariche, ma in seguito cadde vittima delle purghe staliniane.
Il palazzo è espressione della classe abbiente uzbeka e rimase abitazione privata fino al 1925, quando divenne una scuola sovietica. Gli interni sono affrescati a ganch, con soffitti a travi di legno.
Oggi la Casa è diventata un museo che ricorda l'importante figura politica, ma anche gli arredamenti e le decorazioni d'epoca.